# KFBステーションEYE
『KFBステーションEYE』（ケイエフビーステーションアイ）は、福島放送で放送されていた夕方のローカルニュース番組である。テレビ朝日発の全国ニュース『ステーションEYE』を内包していた。

## 概要
1991年4月に『KFB 600ステーション』の後番組としてスタートした。その当時は月曜 - 金曜に放送されていたが、福島県向けのローカルニュースが『ふくしまニュース1番街』と題して単独番組化したことにより、番組はわずか1年で終了した。
それから1年後の1993年4月に土曜・日曜の番組として復活し、1997年9月まで放送され続けた。

## 放送時間
いずれも日本標準時。

### 第1期
- 月曜 - 金曜 18:00 - 18:56（1991年4月1日 - 1992年3月27日）

### 第2期
- 土曜・日曜 17:30 - 18:00（1993年4月3日 - 1995年3月26日）
- 土曜 17:30 - 18:00、日曜 17:30 - 17:55（1995年4月1日 - 1997年9月28日）

## キャスター

### 第1期
- 大滝玲子 - メインキャスター。月曜 - 金曜に出演。『ふくしまニュース1番街』にも引き続き出演。
- 今泉毅 - 月曜・火曜・水曜に出演。
- 岩崎吉高 - 木曜・金曜に出演。
- 原理子 - 天気予報担当。

### 第2期
- KFBアナウンサーのいずれかがシフト勤務制で担当。